# Titanoeca quadriguttata
Titanoeca quadriguttata ist eine Art der Kalksteinspinnen und in der Paläarktis verbreitet.

## Merkmale
Männchen erreichen eine Länge von 4,5–5 mm, Weibchen von 5–6, selten bis zu 7 mm. Das Prosoma beider Geschlechter ist hell oder dunkel rotbraun gefärbt.  Das Opisthosoma ist gleichmäßig dunkelbraun bis schwärzlich gefärbt, mit einer gleichmäßigen, kurzen Behaarung. Auf dem Hinterleib der Männchen befinden sich vier helle, cremefarbene, in zwei Paaren angeordnete Flecken im vorderen und mittleren Bereich, die bei den Weibchen auch manchmal schwach zu erkennen sind. Die Beine sind dunkelbraun.

## Verbreitung
Die Art ist paläarktisch verbreitet. In Deutschland findet sie sich vor allem im südlichen und südwestlichen Bergland. In Europa ist die Art weit verbreitet, fehlt aber in Großbritannien oder Skandinavien.

## Lebensraum
Die wärmeliebenden Spinnen leben unter Steinen an sonnigen, südexponierten Hängen, vor allem unter Kalkstein und breiten vor dem Stein ein flächiges, grobmaschiges Trichternetz aus, das an die Unterseite von Steinen angeheftet wird. Der Netzrand wird mit Kräuselfäden belegt, die aus dem Cribellum austreten und mit dem kammförmigen Calamistrum auf das Netz gebürstet werden. Sie haben den Zweck, Beutetiere an den Beinen zu fesseln. Obwohl die Fäden sehr dünn sind, können selbst große Beutetiere festgehalten werden, da sich viele Einzelfäden an Borsten und Haaren verfangen. Durch die Bewegungen der gefangenen Beute, wird diese von immer mehr Fäden festgehalten. Die Art ist nachtaktiv.

## Lebensweise
Reif von Mitte Mai bis in den Spätsommer.